# 続・殺戮のジャンゴ -地獄の賞金首-
『続・殺戮のジャンゴ -地獄の賞金首-』（ぞく・さつりくのジャンゴ じごくのしょうきんくび）（原題：TRE DONNE CRUDELI）は、2007年7月27日にニトロプラスより発売されたアダルトゲーム。企画・脚本は虚淵玄、原画はNiθ。
「空想科学マカロニ大活劇」と銘打たれている。このマカロニとはイタリア製西部劇を意味するマカロニ・ウェスタンのことを指す。なお、表題に『続』と付いてはいるが、一作目は存在しない。
同年のエイプリルフールにネタとして公開されたが、後日、実際に制作中の作品である事が明かされた。

## ストーリー
（出典：）
灼熱の砂漠が広がる惑星・スウィート・ウォーター。この星はかつて、プロトゾアンという機械知性体によって文明を破壊されていた。
そんな星に黒のフランコと呼ばれる犯罪者が降り立つところから物語は始まる。この犯罪者は、大賞金首にして、無法者の間からは英雄視される人物である。伝説の拳銃・黒の鷹を片手に、フランコはスウィート・ウォーターを荒らし始める。
ある日、黒のフランコの前に冷酷な賞金稼ぎであるリリィが現れる。リリィの狙いはフランコにかけられた賞金、50万ドルである。非情な手段によって追い詰められていくフランコの前に、賞金稼ぎがもう1人現れる。三つ巴の戦いが荒野で始まっていく。

## 登場人物
黒のフランコ
声 - 岩田由貴
起訴罪状218件、賞金総額50万ドルの惑星開拓史上もっとも大胆かつ狡猾な犯罪者。無法者たちの間では英雄視されている。ルガー・ブラックホークのレプリカ拳銃「黒の鷹」が彼女のトレードマーク。だが実際はフランコを騙る偽物。本名はイライザ・ウォーロックで実年齢は19歳、フランコとしては29歳。ある経緯から黒の鷹を手に入れたイライザは賞金首を仲間に誘い、犯行中に仲間を協力者に殺させ、その賞金を手に入れるという手法で金稼ぎをしている。
名前の由来はフランコ・ネロ(ネロはイタリア語で黒を意味する)。
リリィ・サルバターナ
声 - 篠崎双葉
「禿鷹」の異名で恐れられる男装の女賞金稼ぎ。もとは銃匠だったが銃好きが高じて賞金稼ぎになった。高価かつ高性能な銃器を多数装備し、特に自作のモーゼルC96レプリカがお気に入り。性的嗜好はレズビアンで、忠実な従者にして「狩り」の援護者でもある少女・アルフィーの肉体で欲望を解消している。
名前の由来はリー・ヴァン・クリーフ及び彼が『西部悪人伝』などの作品で演じたキャラクター・サバタ。
名前のない女
声 - 鈴美巴
フランコを執拗に狙う、もう一人の賞金稼ぎ。金髪が特徴的な女拳銃使いで、決して名を名乗らず「ブロンディ」「ノーバディ」などと呼ばれる。フランコの協力者であり、いつもの方法で手に入れた賞金を山分けしている。スイートウォータでは旧式のレミントン・ニューモデルアーミーの模造品を愛用している。
名前の由来はクリント・イーストウッドが「ドル箱三部作」で演じたキャラクター・名無し。
アルフィー
声 - 鮎川ひなた
民族風の衣装に身を包んだ少女で、リリィの助手兼性奴隷。ナイフの扱いや銃器の扱いに長け、賞金首の情報収集と管理、撃ち合いのサポートもこなす。
ジュリアン・メリーウッド
声 - 空野太陽
「スイートウォーター人民解放戦線」の若き首領。黒のフランコの盟友モンゴ・メリーウッド教授の息子。澄んだ瞳を持つ、純粋な理想に燃えた若者。
名前の由来はジュリアーノ・ジェンマ及び彼がマカロニ・ウエスタン出演時に用いた変名モンゴメリー・ウッド。
クラウス大佐
声 - トム・クノレーズ
フランコを捕まえるために動く、目的のためには手段を選ばない冷徹な軍人。再び現れたフランコを偽物だと疑う。
ステファン少佐
声 - 春野風
クラウスの部隊の副官として配属された軍人。クラウスの辣腕に疑問を呈す真面目な性格。
ボダロ
声 - 桐生大地
「自由革命スイートウォーター」を率いる将軍。だが実のところ多くの地方軍閥と同じように革命を大義名分に金持ちから略奪を繰り返している。自分とフランコの考えが一致すると知り、2人は協力することになる。
サンチョ
声 - 牛柳亀三
山賊の頭領で、フランコとともに銀行強盗を計画する。
ウェルズ・ボロンテ
声 - 左高蹴
市民に圧政を強いる知事。父は他の星で悪事を働いてスイートウォーターに逃亡、築き上げた富で地位を手に入れた。もとは検事で10年前の反乱で父と2人の兄を失い、反乱を指導したモンゴを絞首台へと送った。
ジョゼフ・エッガー
声 - 波動拳
疫病で住人が去ったゴーストタウンに1人で住む老銃匠。黒の鷹は彼がつくったもので、超合金エタナイトを削りだせる唯一の人物。

## 用語
黒のフランコ
10年前、モンゴ教授らとともに反乱を指導した英雄。反乱終結後、消息不明となっていたが最近になって復活した。姿がはっきりとせず、身長2メートルの大男だった、女だったなどさまざまな逸話が流れている。
スイートウォーター
銀河の果てにある熱砂の惑星。200年前、先住種族プロトゾアンとの戦争に負けた入植者たちは、首都以外で電子機器の使用の禁止という協定を結んだ。そのため星の大部分は西部劇さながらの生活レベルであり、主な移動手段は馬車と蒸気機関車。他の星で悪事を働いた者が逃げ込む場所ともなっている。
プロトゾアン
スイートウォーターの先住種族。長い年月をかけて機知生命体となったと考えられている。地上の決められた区域外で電子機器の作動を感知すると、軌道上からマスドライバー攻撃で殲滅する。
黒の鷹
エタナイトを削りだして作ったフランコの愛銃。イライザはひょんなことからこれを手に入れ、フランコを名乗っている。

## スタッフ
- シナリオ - 虚淵玄
- 原画 - Niθ
- 音楽 - ZIZZ STUDIO

## 楽曲
主題歌「Brindiamo!〜俺たちに乾杯」
歌 - ワタナベカズヒロ / 作詞 - 江幡育子 / 作・編曲 - 立花泰彦
挿入歌
「スイートウォーター讃歌/土とライフルは共にあり 民衆ver.」
歌 - いとうかなこ（スイートウォーター讃歌） / スイートウォーターの民（土とライフルは共にあり 民衆ver.） / 作詞 - 江幡育子 / 作・編曲 - 泉邦宏
「Cold Metal」
歌 - ワタナベカズヒロ / 作詞 - 渡邊カズヒロ / 作・編曲 - 磯江俊道
「F」
歌 - Reffaella Misiti / 作詞 - Danilo Selvaggi / 作曲 - Stefano Scatozza
「Requiem」
歌 - Reffaella Misiti / 作詞 - 江幡育子 / 作・編曲 - 大山曜

### サウンドトラック
初回限定版『皆殺しパック』の特典として付属。
1. Brindiamo!〜俺たちに乾杯
2. スイートウォーター讃歌
3. 土とライフルは共にあり
4. Cold Metal
5. 天上の覇者
6. 叛逆の黒い鷹
7. 賞金稼ぎ
8. 冷たい撃鉄
9. 渇砂
10. 燃える黄昏
11. 漂泊の荒野
12. F
13. ハイエナはいつも腹ぺこ
14. 朽ちた墓石
15. 腹に一物
16. 死神の囁き
17. 死神のダンス
18. 珍道中
19. 革命万歳
20. 星空のゆりかご
21. 非常の軍靴
22. 鉛弾の饗宴
23. 灼熱の戦場
24. 墓穴が呼んでいる
25. 金貨6枚
26. 風は虚ろに
27. Requiem
28. 彼女の名前は？
29. Cold Metal Instrument Version

## 関連商品
小説
小学館ガガガ文庫より外伝の小説が発売されている。
- 続々 殺戮のジャンゴ害伝 地獄のビッチハイカー 
  - 著：佐藤大 / イラスト：Niθ（にしー） / 2007年12月23日初版発行 ISBN 978-4-09-451042-3

漫画
マガジン・マガジンより漫画が発売されている。
- 続・殺戮のジャンゴ -地獄の賞金首-
  - 著：やがみだい / 2013年11月12日初版発行 ISBN 978-4-89-644434-6

パチスロ
2013年10月に、タイヨーより『続・回胴のジャンゴ -地獄の賞金首-』のタイトルでパチスロ化された。